# Wadicosa okinawensis
Wadicosa okinawensis là một loài nhện trong họ Lycosidae.
Loài này thuộc chi Wadicosa. Wadicosa okinawensis được Hozumi Tanaka miêu tả năm 1985.

## Hình ảnh

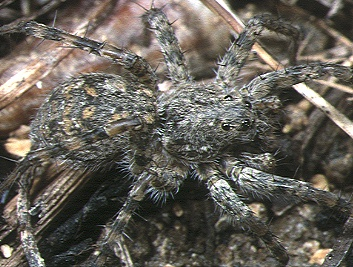
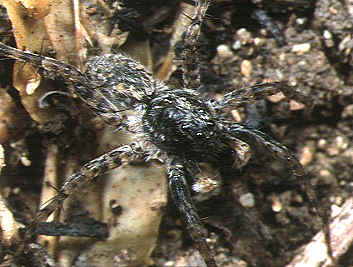